# Restaino Cantelmo-Stuart y Brancia
Restaino Cantelmo-Stuart y Brancia (Nàpols, 1651 - Madrid, 16 de gener de 1723) fou un noble i militar napolità al servei d'Espanya, VIII Duc de Pòpoli i III Príncep de Pettorano (des de 1693 fins a la seva mort), Gran d'Espanya de primera classe (1722), patrici napolità, cavaller dels ordes de Santiago (1706), de l'Toisó d'Or (6 d'agost de 1714), de l'Sant Miquel i de l'Esperit Sant (26 de juliol de 1717), capità general de Catalunya el 1713-1714, cèlebre per la seva participació comandant les tropes borbòniques durant la primera fase del setge de Barcelona.
Fou conseller de Guerra i Finances del Rei d'Espanya (1715) i tutor del Príncep d'Astúries, Lluís I de Castella (1716).

## Vida

### Joventut
Fill de Fabrizio Cantelmo-Stuart, VI duc de Popoli i II príncep de Pettorano, i de Beatriu Brancia, va entrar al servei d'Espanya regnant Carles II de Castella com a capità de cavalleria (1672), i va ser mestre de camp del Terç Vell de Infanteria Italiana durant la Guerra de Messina (1674- 8). Ascendit a General Brigadier de l'Exèrcit (1687), va romandre fidel a  Felip V durant la Guerra de Successió Espanyola.

### La Guerra de Successió
El Duc de Pópoli va prendre part en la repressió de la conspiració austriacista dirigida pel Príncep de Macchia que va tenir lloc a Nàpols a 1701, sent ascendit a Mariscal de Camp i capità de les Guàrdies Italianes a 1702.
Va arribar a Barcelona comandament una companyia d'aquestes Guàrdies, formada pels noms més il·lustres del Regne de Nàpols, poc abans del començament del Setge de Barcelona (1705). Popoli va prendre part en la defensa, que va resultar impossible per la falta de municions i els afectes austriacistes de la població civil. Segons les condicions de la capitulació del 9 d'octubre, Popoli va poder retirar-se juntament amb altres destacats borbònics, així com la seva família i la companyia de guàrdies italianes, cap dels membres va voler jurar lleialtat a Carles III.
Amb la caiguda del Regne de Nàpols en mans austriacistes (1707), el pretendent va confiscar les seves propietats i feus, que no serien retornats al seu fill i successor fins a 1725, pel Tractat de Viena.
Nomenat capità general de Catalunya, el duc de Pópoli va publicar en nom del Rei un perdó general i oblit per tots aquells que tornessin a la seva obediència i es presentessin davant la seva persona per prestar homenatge, cosa que van fer els de Vic, i per instigació del mateix Felip V de Castella, va dur a terme una política atroç de represàlia dels presoners de guerra catalans, que alhora va servir de propaganda per al poder borbònic, com a Tarragona després del combat de Torredembarra o Manresa, refugi de gran nombre d'austriacistes, que va ser castigada amb la demolició de les muralles i la crema de cases i confiscació dels béns dels rebels.

### El Setge de Barcelona
El 29 de juliol va despatxar el Duc un missatger a la Diputació de Barcelona advertint que si la ciutat no li obria les portes, sotmetent-se a l'obediència del seu legítim rei i acollint-se al perdó que generosament li oferia, es veuria obligat a tractar-la amb tot el rigor de la guerra, a la qual cosa la Diputació va respondre que estava determinada a resistir. Popoli va avançar des Martorell fins a l'Hospitalet de Llobregat, començant el bloqueig de Barcelona el 25 d'agost, gràcies a l'arribada de les topes de Sicília al comandament del Marquès de los Balbases, el darrer governador de l'illa, evacuació feta segons l'estipulat en el Tractat d'Utrecht. Popoli va decidir no intentar l'assalt a causa de la penúria dels seus mitjans.
L'esquadra espanyola, de sis galeres i tres navilis, no va aconseguir impedir que els barcelonins rebessin constants reforços i vitualles des de Mallorca i Sardenya. Va ser necessari formar una esquadra de cinquanta veles, composta de navilis espanyols, francesos i anglesos, per bloquejar el port de Barcelona. En terra, i a causa de les accions de guerrilla de Rafael Nebot, que inflamaven tot el Principat des de la seva refugi a les muntanyes de Puigcerdà, Popoli va aplicar un extrem rigor, ordenant incendiar aquelles poblacions que prestessin auxili als rebels, i condemnant a mort a tot paisà a qui es trobés armat, encara que fos amb un ganivet. Aquesta onada repressiva va acabar amb la mort de 800 persones a Sant Quintí de Mediona i els incendis de Balsareny, Torelló, Peramola, Prats de Lluçanès, Oristà, Sant Feliu Sasserra, Caldes de Montbui, i Sallent, entre altres viles i pobles.
El 4 de març de 1714 va emprendre el bombardeig de la ciutat, suspès als pocs dies per ordre de Madrid a causa de la negociació del Tractat de Rastatt. Els barcelonins, creient que l'Emperador Carles quedava com a comte de Barcelona, es van reafirmar en la seva resistència. Popoli els va informar que això no era cert, oferint de nou un perdó general si deixaven les armes, donant-los de termini fins al 8 de maig. El 9 va començar de nou el bombardeig de la ciutat.
Veient la tenacitat de la revolta catalana, Felip V va ordenar enviar les tropes de Flandes i Sicília per posar setge formal a Barcelona. Així, després d'11 mesos de bloqueig, el 6 de juliol de 1714 Popoli va ser substituït pel James Fitz-James Stuart, el Duc de Berwick, iniciant-se el setge de 61 dies que culminaria amb la presa de la capital catalana.
Mentrestant, Pópoli es va traslladar a Madrid, per retre comptes davant del Secretari d'Hisenda, Jean Orry.

### Últims anys
El 1715 va entrar a formar part dels Consells de Guerra i Finances del Rei d'Espanya, i l'any següent va ser nomenat tutor del Príncep d'Astúries.

## Matrimoni i descendència
Va contreure matrimoni a Nàpols, el 1690, amb la seva neboda paterna Beatrice Cantelmo-Stuart (m. Saragossa, 26 de juliol de 1711), filla del seu germà Giuseppe Cantelmo-Stuart i de la seva esposa Diana Gaetani dell 'Aquila d'Aragona Carafa.
1. Giuseppe (14 de setembre de 1692 - 7 de juny de 1749), IX duc de Pópoli, IV príncep de Pettorano i Gran d'Espanya de primera classe (des 1723), patrici napolità, Brigadier de la Real Armada Espanyola (des de 1724). Va casar el 22 d'abril de 1717 ambCaterina Berta de Boufflers
2. Diana, monja benedettina al monestir dels sants Marcellino i Pedro a Nàpols.
3. Giacomo, patrici napolità i sacerdot.
4. Llitera (25 d'abril de 1700 - 4 de setembre de 1750), X duquessa de Pópoli, V princesa de Pettorano i Gran d'Espanya de primera classe (des de 1749). Va casar el 16 de gener de 1724 amb Leonardo VII di Tocco, V príncep de Montemiletto.